# Dacići
Dacići (en serbe cyrillique : Дацићи; en albanais : Dacaj) est un village du nord-est du Monténégro, dans la municipalité de Rožaje.

## Démographie

### Évolution historique de la population
| 1948 | 1953 | 1961 | 1971 | 1981 | 1991 | 2003 |
| ---- | ---- | ---- | ---- | ---- | ---- | ---- |
| 370  | 357  | 425  | 319  | 326  | 336  | 299  |